# Dree Hemingway
Dree Louise Hemingway Crisman, född 4 december 1987 i Sun Valley, Idaho, är en amerikansk modell och skådespelare.

## Biografi
Dree Hemingway föddes i Sun Valley, Idaho, som dotter till skådespelaren Mariel Hemingway och Stephen Crisman (författaren Ernest Hemingway är hennes mors farfar). Hennes yngre syster är Langley Fox.
Hon växte upp i Ketchum, Idaho, och gick på Ernest Hemingway Elementary School, men flyttade senare till Kalifornien och bodde i Westlake Village, där hon efter en tid lämnade High School för en modellkarriär. 
År 2009 debuterade hon på catwalken för Givenchy i Paris och senare samma år för Calvin Klein i New York och för Topshop i London. År 2010 arbetade hon för Gianfranco Ferré och för Salvatore Ferragamos parfym Attimo. Hon har också arbetat för Shiatzy Chen, Henry Holland, Karl Lagerfeld, Giles, Chanel, Rue du Mail, Gucci, Jean Paul Gaultier, Valentino, H&M, Chanel, Paco Rabanne och A.Y. Not Dead. 
Hon var Playmate i Playboy mars 2016.
Hon har spelat i independentfilmer. Hennes första huvudroll var i Starlet (2012) av Sean Baker, som uppmärksammats för realistiska sexscener. Senare filmer är Listen Up Philip (2014), While We're Young (2014), The People Garden, Live Cargo (2016) , It Happened in L.A. (2017), Love After Love (2017), 7x7 (2017), In a Relationship (2018), Wanderland (2018), Run With the Hunted (2018) och The Unicorn (2019).
Hon arbetar även som skribent och har skrivit för  Harper's Bazaar, i-D, V, W, Numéro och Vogue.